# Список замков Уэльса
Ниже представлен список замков в Уэльсе, который иногда называют «замковой столицей мира» из-за большого количества замков на относительно небольшой территории. В Уэльсе было построено около 600 замков, из которых более ста до сих пор существуют — они либо лежат в руинах, либо были отреставрированы. Места расположения остальных замков можно определить лишь по еле заметным приметам: рвам, насыпным курганам и земляным валам.
Четыре замка — Бомарис, Карнарвон, Конуи и Харлех — вместе составляют комплекс фортификационных сооружений короля Эдуарда в Гуинете как объект Всемирного наследия ЮНЕСКО. Эти замки считаются «лучшими образцами военной архитектуры Европы конца XIII и начала XIV веков». Большинство замков находится в ведомстве валлийского агентства по охране культурного наследия Cadw.

## Айл-оф-Англси
| Название на русском | Оригинальное название | Изображение | Дата возведения |
| ------------------- | --------------------- | ----------- | --------------- |
| Замок Аберллейниог  | Castell Aberlleiniog  |             | XII век         |
| Замок Бомарис       | Beaumaris Castle      |             | XIII век        |

## Бридженд
| Название на русском | Оригинальное название | Изображение | Дата возведения |
| ------------------- | --------------------- | ----------- | --------------- |
| Замок Кэндлстон     | Candleston Castle     |             | XIV век         |
| Замок Койти         | Coity Castle          |             | XII—XIV века    |
| Замок Кенфиг        | Kenfig Castle         |             | XII век         |
| Замок Ллангинвайд   | Llangynwyd Castle     |             | XII век         |
| Замок Ньюкасл       | Newcastle Castle      |             | XII век         |

## Гуинет
| Название на русском | Оригинальное название | Изображение | Дата возведения |
| ------------------- | --------------------- | ----------- | --------------- |
| Замок Брин Брас     | Bryn Bras Castle      |             | XIX век         |
| Замок Карнарвон     | Caernarfon Castle     |             | XIII век        |
| Замок Карндохан     | Carndochan Castle     |             | XIII век        |
| Замок И Бере        | Castell y Bere        |             | XIII век        |
| Замок Криккиет      | Criccieth Castle      |             | XIII век        |
| Динас Эмрис         | Dinas Emrys           |             | XII век         |
| Замок Долбадарн     | Dolbadarn Castle      |             | XIII век        |
| Замок Харлех        | Harlech Castle        |             | XIII век        |
| Замок Пенрин        | Penrhyn Castle        |             | XIX век         |

## Денбишир
| Название на русском | Оригинальное название | Изображение | Дата возведения |
| ------------------- | --------------------- | ----------- | --------------- |
| Замок Боделуитан    | Bodelwyddan Castle    |             | XIX век         |
| Замок Денби         | Denbigh Castle        |             | XIII—XIV век    |
| Замок Динас Бран    | Castell Dinas Brân    |             | XII век         |
| Замок Рудлан        | Rhuddlan Castle       |             | XIII век        |
| Замок Ритин         | Ruthin Castle         |             | XIII век        |
| Замок Титхилл       | Twthill Castle        |             | XI век          |

## Вейл-оф-Гламорган
| Название на русском | Оригинальное название | Изображение | Дата возведения |
| ------------------- | --------------------- | ----------- | --------------- |
| Замок Барри         | Barry Castle          |             | XIII—XIV века   |
| Замок Фенмон        | Fonmon Castle         |             | XIV век         |
| Замок Хенсол        | Hensol Castle         |             | XVIII век       |
| Замок Огмор         | Ogmore Castle         |             | XII век         |
| Замок Бопре         | Old Beaupre Castle    |             | XVI век         |
| Замок Пенмарк       | Penmark Castle        |             | XII век         |
| Замок Сент-Донатс   | St Donat’s Castle     |             | XII век         |
| Замок Сент-Квинтинс | St Quintins Castle    |             | XIV век         |

## Кайрфилли
| Название на русском | Оригинальное название | Изображение | Дата возведения |
| ------------------- | --------------------- | ----------- | --------------- |
| Замок Кайрфилли     | Caerphilly Castle     |             | XIII—XIV века   |
| Замок Руперра       | Ruperra Castle        |             | XVIII век       |
| Замок Морграйг      | Morgraig Castle       |             | XIII век        |

## Кардифф
| Название на русском | Оригинальное название | Изображение | Дата возведения |
| ------------------- | --------------------- | ----------- | --------------- |
| Замок Кардифф       | Cardiff Castle        |             | XI век          |
| Замок Кох           | Castell Coch          |             | XIX век         |
| Замок Сент-Фаганс   | St Fagans Castle      |             | XIII век        |

## Кармартеншир
| Название на русском | Оригинальное название  | Изображение | Дата возведения |
| ------------------- | ---------------------- | ----------- | --------------- |
| Замок Кармартен     | Carmarthen Castle      |             | XI век          |
| Замок Каррег Кеннен | Carreg Cennen Castle   |             | XIII век        |
| Замок Диневур       | Dinefwr Castle         |             | XII век         |
| Замок Дрислуин      | Dryslwyn Castle        |             | XIII век        |
| Замок Кидвелли      | Kidwelly Castle        |             | XII век         |
| Замок Лагхарн       | Laugharne Castle       |             | XIII век        |
| Замок Лландовери    | Llandovery Castle      |             | XI век          |
| Замок Лланстефан    | Llansteffan Castle     |             | XII век         |
| Замок Моэл          | Castell Moel           |             | XVI век         |
| Замок Ньюкасл Эмлин | Newcastle Emlyn Castle |             | XIII—XV века    |

## Кередигион
| Название на русском | Оригинальное название | Изображение | Дата возведения |
| ------------------- | --------------------- | ----------- | --------------- |
| Замок Аберистуит    | Aberystwyth Castle    |             | XIII век        |
| Замок Кардиган      | Cardigan Castle       |             | XIII век        |

## Конуи
| Название на русском | Оригинальное название | Изображение | Дата возведения |
| ------------------- | --------------------- | ----------- | --------------- |
| Замок Конуи         | Conwy Castle          |             | XIII век        |
| Замок Дегануи       | Deganwy Castle        |             | XIII век        |
| Замок Долвиделан    | Dolwyddelan Castle    |             | XIII век        |
| Замок Гурич         | Gwrych Castle         |             | XIX век         |
| Замок Гуидир        | Gwydir Castle         |             | XVI век         |

## Мертир-Тидвил
| Название на русском | Оригинальное название | Изображение | Дата возведения |
| ------------------- | --------------------- | ----------- | --------------- |
| Замок Морлейс       | Morlais Castle        |             | XIII век        |
| Замок Кивартва      | Cyfarthfa Castle      |             | XIX век         |

## Монмутшир
| Название на русском      | Оригинальное название     | Изображение | Дата возведения |
| ------------------------ | ------------------------- | ----------- | --------------- |
| Замок Абергавенни        | Abergavenny Castle        |             | XI—XIII века    |
| Замок Калдикот           | Caldicot Castle           |             | XII—XV века     |
| Замок Арналлт            | Castell Arnallt           |             | XII век         |
| Замок Чепстоу            | Chepstow Castle           |             | XI—XIV века     |
| Замок Динджстоу          | Dingestow Castle          |             | XI и XII века   |
| Замок Гросмонт           | Grosmont Castle           |             | XII—XIV века    |
| Замок Лланвайр Дискоед   | Llanvair Discoed Castle   |             | XII—XIII века   |
| Замок Лланвайр Килгеддин | Llanfair Kilgeddin Castle |             | XI век          |
| Замок Ллангиби           | Llangibby Castle          |             | XIII век        |
| Замок Монмут             | Monmouth Castle           |             | XI—XIII века    |
| Замок Раглан             | Raglan Castle             |             | XV век          |
| Замок Скенфрит           | Skenfrith Castle          |             | XII—XIII века   |
| Замок Треллех            | Trellech Castle           |             | XII век         |
| Замок Аск                | Usk Castle                |             | XII—XIV века    |
| Замок Уайт               | White Castle              |             | XI—XIII века    |

## Нит-Порт-Толбот
| Название на русском | Оригинальное название | Изображение | Дата возведения |
| ------------------- | --------------------- | ----------- | --------------- |
| Замок Нит           | Neath Castle          |             | XII век         |

## Ньюпорт
| Название на русском | Оригинальное название | Изображение | Дата возведения |
| ------------------- | --------------------- | ----------- | --------------- |
| Замок Карлеон       | Caerleon Castle       |             | XI—XIII века    |
| Замок Ньюпорт       | Newport Castle        |             | XIII век        |
| Замок Пенкод        | Pencoed Castle        |             | XIII век        |
| Замок Пенхоу        | Penhow Castle         |             | XII век         |

## Пембрукшир
| Название на русском | Оригинальное название | Изображение | Дата возведения |
| ------------------- | --------------------- | ----------- | --------------- |
| Замок Бентон        | Benton Castle         |             | XIII век (?)    |
| Замок Карей         | Carew Castle          |             | XI—XVI века     |
| Замок Килгерран     | Cilgerran Castle      |             | XIII век        |
| Замок Хаверфордуэст | Haverfordwest Castle  |             | XII век         |
| Замок Ллаухаден     | Llawhaden Castle      |             | XII—XIV века    |
| Замок Мэнорбир      | Manorbier Castle      |             | XII—XIV века    |
| Замок Нарберт       | Narberth Castle       |             | XIII век        |
| Замок Пембрук       | Pembroke Castle       |             | XII—XIII века   |
| Замок Пиктон        | Picton Castle         |             | XII век         |
| Замок Рох           | Roch Castle           |             | XII век         |
| Замок Тенби         | Tenby Castle          |             | XIII век        |
| Замок Уистон        | Wiston Castle         |             | XII век         |
| Вулфскасл           | Wolf's Castle         |             | XI век          |

## Поуис
| Название на русском | Оригинальное название | Изображение | Дата возведения |
| ------------------- | --------------------- | ----------- | --------------- |
| Замок Абереди       | Aberedw Castle        |             | XI—XIII века    |
| Замок Брайнллинфи   | Blaenllynfi Castle    |             | XIII век        |
| Замок Брекон        | Brecon Castle         |             | XI век          |
| Замок Бронллис      | Bronllys Castle       |             | XII век         |
| Замок Кевнллис      | Cefnllys Castle       |             | XII век         |
| Замок Крикхоуэлл    | Crickhowell Castle    |             | XII век         |
| Замок Долфоруин     | Dolforwyn Castle      |             | XIII век        |
| Замок Хей           | Hay Castle            |             | XI—XII века     |
| Замок Майслич       | Maesllwch Castle      |             | XIX век         |
| Замок Монтгомери    | Montgomery Castle     |             | XIII век        |
| Замок Поуис         | Powis Castle          |             | XIII—XIX века   |
| Замок Третоер       | Tretower Castle       |             | XII век         |

## Рексем
| Название на русском | Оригинальное название | Изображение | Дата возведения |
| ------------------- | --------------------- | ----------- | --------------- |
| Замок Чирк          | Chirk Castle          |             | XIII век        |
| Замок Холт          | Holt Castle           |             | XIII век        |

## Ронта-Кинон-Тав
| Название на русском | Оригинальное название | Изображение | Дата возведения |
| ------------------- | --------------------- | ----------- | --------------- |
| Замок Ллантрисант   | Llantrisant Castle    |             | XIII век        |

## Суонси
| Название на русском | Оригинальное название | Изображение | Дата возведения |
| ------------------- | --------------------- | ----------- | --------------- |
| Замок Лохор         | Loughor Castle        |             | XII век         |
| Замок Оксвич        | Oxwich Castle         |             | XVI век         |
| Замок Ойстермут     | Oystermouth Castle    |             | XII—XIII века   |
| Замок Пеннард       | Pennard Castle        |             | XII век         |
| Замок Пенрайс       | Penrice Castle        |             | XIII век        |
| Замок Суонси        | Swansea Castle        |             | XII век         |
| Замок Уэбли         | Weobley Castle        |             | XIII век        |

## Флинтшир
| Название на русском | Оригинальное название | Изображение           | Дата возведения |
| ------------------- | --------------------- | --------------------- | --------------- |
| Замок Кайргурл      | Caergwrle Castle      |                       | XIII век        |
| Замок Эуло          | Ewloe Castle          |                       | XII век         |
| Замок Флинт         | Flint Castle          | Flint Castle in Wales | XIII век        |
| Замок Харден        | Hawarden Castle       |                       | XIII век        |
| Новый замок Харден  | New Hawarden Castle   |                       | XVIII век       |
| Замок Молд          | Mold Castle           |                       | XII век         |